# موزه مفاخر و مشاهیر همدان
موزه مفاخر و مشاهیر همدان در سال ۱۳۸۸ شمسی در خیابان شریعتی، داخل خانهٔ بیژن، در شهر همدان افتتاح شده‌است. این موزه توسط ادارهٔ کل میراث فرهنگی، صنایع‌دستی و گردشگری استان همدان تأسیس شده‌است. در این موزه ضمن نگاهی به سرگذشت مشاهیر همدان ، مجسمه‌هایی از تعدادی از آنان ساخته شده‌است. از جمله این افراد می‌توان حبقوق نبی ، بوعلی سینا ، دکتر محمدعلی زلفی‌گل و دکتر ایراندخت میرهادی و یاور همدانی را نام برد.
ساعات کار : از ۸ صبح تا ۲۰ بعدازظهر .